# Károly Güttler
Károly Güttler (n. 15 iunie 1968, Budapesta, Republica Populară Ungară) este un înotător maghiar, medaliat olimpic. A participat la 4 ediții ale Jocurilor Olimpice (1988, 1992, 1996, 2000) în care a câștigat două medalii de argint.